# Il bene mio
Pour plus de détails, voir Fiche technique et Distribution.
Il bene mio est un film italien de Pippo Mezzapesa sorti en 2018 . 

## Synopsis
Elia (Sergio Rubini), est le dernier habitant de Provvidenza , un village du sud de l'Italie, détruit par un tremblement de terre. Il a refusé de partir contrairement au reste de la communauté qui préfère oublier et est partie s'installer dans la « Nuova Provvidenza  ». Pour Elia, son village vit encore et grâce à l'aide de son vieil ami Gesualdo (Dino Abbrescia), essaie de garder vivant le souvenir à la mémoire de sa femme Maria, la petite maîtresse du village qui est morte lors du séisme.

## Fiche technique
- Titre original : Il bene mio
- Réalisation : Pippo Mezzapesa
- Scénario : Massimo De Angelis, Antonella Gaeta, Pippo Mezzapesa
- Photographie : Giorgio Giannoccaro
- Montage : Andrea Facchini
- Production : Altre Storie, Rai Cinema
- Distribution : Altre Storie
- Genre : Drame
- Durée : 95 minutes
- Pays : Italie
- Année : 2018
- Date de sortie : 4 octobre 2018

## Distribution
- Sergio Rubini : Elia
- Sonya Mellah : Noor
- Dino Abbrescia : Gesualdo
- Francesco De Vito : Pasquale
- Michele Sinisi : Gustavo
- Teresa Saponangelo : Rita

## Distinction

### Récompense
- Festival du film italien de Villerupt 2018 : Amilcar du public : Il bene mio de Pippo Mezzapesa